# سرگی کولیش
سرگی کولیش (اوکراینی: Сергій Володимирович Куліш؛ زادهٔ ۱۷ آوریل ۱۹۹۳) تیرانداز اهل اوکراین است.
وی در مسابقات کشوری و بین‌المللی در مجموع برندهٔ ۲ مدال نقره، ۱ مدال برنز شده‌است.